# منتخب كوريا الجنوبية لكرة القدم الشاطئية

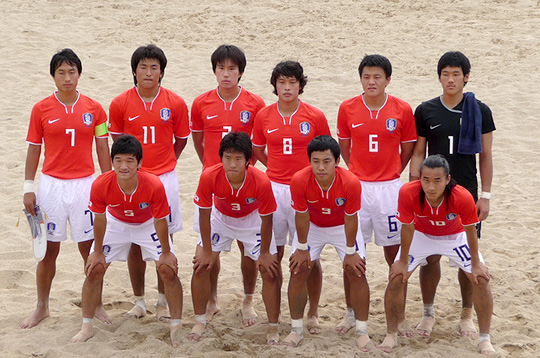
لاعبو المنتخب الكوري الشاطئي لكرة القدم

منتخب كوريا الجنوبية لكرة القدم الشاطئية ((هانغل: 대한민국 비치사커 국가대표팀)) ، هي منتخب وطني لكرة القدم الشاطئية في كوريا الجنوبية ، وتسمي اسمها الرسمية «المنتخب الكوري لكرة القدم».
- Korea Football Association (بالكورية)(بالإنجليزية)(باليابانية)